# ذى الشامة (الشعر)

تعديل مصدري - تعديل

ذى الشامة هي إحدى قرى عزلة بيت الصائدي بمديرية الشعر التابعة لمحافظة إب، بلغ تعداد سكانها 250 نسمة حسب تعداد اليمن لعام 2004.